# Coniceromyia maculipennis
Coniceromyia maculipennis är en tvåvingeart som beskrevs av Borgmeier 1969. Coniceromyia maculipennis ingår i släktet Coniceromyia och familjen puckelflugor. Inga underarter finns listade i Catalogue of Life.